# Sixx Orange
Sixx Orange (geb. am 30. Dezember 2001 in Annapolis, Maryland) ist eine US-amerikanische Schauspielerin. 2015 spielte sie die Hauptrolle in der Amazon-Fernsehserie The Kicks.

## Leben
Sixx Orange wurde am 30. Dezember 2001 in Annapolis, Maryland, geboren. Im Alter von vier/fünf Jahren begann sie mit Theater- und dem Fußballspielen. Ihre Leidenschaft für Fußball intensivierte sie und nahm sowohl in den USA als auch international an Frauen-Fußball-Wettbewerben teil.
2014 zog sie von Maryland nach Südkalifornien, wo sie an Schauspielvorsprechen teilnahm. 2015 erhielt sie die Hauptrolle der Devin Burke in der Amazon-Jugendfilm-Serie The Kicks, in der Orange ein 12-jähriges Mädchen spielt, das von der Ost- an die Westküste zieht und ihrer Leidenschaft für Fußball nachgeht. Es folgten weitere kleine Schauspielrollen, darunter in  Code Black: Ärzte am Limit und Speechless. Zuletzt war sie 2020 in einer Folge von Tommy zu sehen.

## Filmographie
- 2015–2016: The Kicks (Fernsehserie)
- 2017: Code Black: Ärzte am Limit (Fernsehserie)
- 2017: Speechless (Fernsehserie)
- 2020: Tommy (Fernsehserie)